# Acrapex suffusa
Acrapex suffusa là một loài bướm đêm trong họ Noctuidae.